# Terina lufira
Terina lufira là một loài bướm đêm trong họ Geometridae.